# Helcogramma
Helcogramma is een geslacht van de familie van drievinslijmvissen (Tripterygiidae) en kent 37 soorten.

## Taxonomie
Het geslacht kent de volgende soorten:
- Helcogramma albimacula - Williams & Howe, 2003
- Helcogramma alkamr - Holleman, 2007
- Helcogramma aquila - Williams & McCormick, 1990
- Helcogramma billi - Hansen, 1986
- Helcogramma capidatum - Rosenblatt, 1960
- Helcogramma cerasina - Williams & Howe, 2003
- Helcogramma chica - Rosenblatt, 1960
- Helcogramma decurrens - McCulloch & Waite, 1918
- Helcogramma desa - Williams & Howe, 2003
- Helcogramma ellioti - (Herre, 1944)
- Helcogramma ememes - Holleman, 2007
- Helcogramma fuscipectoris - (Fowler, 1946)
- Helcogramma fuscopinna - Holleman, 1982
- Helcogramma gymnauchen - (Weber, 1909)
- Helcogramma hudsoni - (Jordan & Seale, 1906)
- Helcogramma inclinata - (Fowler, 1946)
- Helcogramma kranos - Fricke, 1997
- Helcogramma lacuna - Williams & Howe, 2003
- Helcogramma larvata - Fricke & Randall, 1992
- Helcogramma maldivensis - Fricke & Randall, 1992
- Helcogramma microstigma - Holleman, 2006
- Helcogramma nesion - Williams & Howe, 2003
- Helcogramma nigra - Williams & Howe, 2003
- Helcogramma novaecaledoniae - Fricke, 1994
- Helcogramma obtusirostris - (Klunzinger, 1871)
- Helcogramma randalli - Williams & Howe, 2003
- Helcogramma rharhabe - Holleman, 2007
- Helcogramma rhinoceros - Hansen, 1986
- Helcogramma rosea - Holleman, 2006
- Helcogramma serendip - Holleman, 2007
- Helcogramma solorensis - Fricke, 1997
- Helcogramma springeri - Hansen, 1986
- Helcogramma steinitzi - Clark, 1980
- Helcogramma striata - Hansen, 1986
- Helcogramma trigloides - (Bleeker, 1858)
- Helcogramma vulcana - Randall & Clark, 1993

Acanthanectes · Apopterygion · Axoclinus · Bellapiscis · Blennodon · Brachynectes · Ceratobregma · Cremnochorites · Crocodilichthys · Cryptichthys · Enneanectes · Enneapterygius · Forsterygion · Gilloblennius · Helcogramma · Helcogrammoides · Karalepis · Lepidoblennius · Lepidonectes · Matanui · Norfolkia · Notoclinops · Notoclinus · Ruanoho · Springerichthys · Trianectes · Trinorfolkia · Tripterygion · Ucla xenogrammus